# Lark Cay
Lark Cay är en ö i Belize. Den ligger i distriktet Stann Creek, i den sydöstra delen av landet, 100 km sydost om huvudstaden Belmopan.